# Ercheia pulchrivena
Ercheia pulchrivena là một loài bướm đêm thuộc họ Noctuidae. Nó được tìm thấy ở Sumatra và Borneo.